# Tour d'Allemagne 2007
Le Tour d'Allemagne 2007 est la 31e édition de cette course cycliste par étapes. Elle est inscrite au calendrier de l'UCI ProTour 2007, s'est déroulée du 10 au 18 août 2007. La victoire est revenue à l'Allemand Jens Voigt (Team CSC) pour la deuxième année consécutive.

## Parcours et résultats
| Détail    | Date    | Villes étapes                          | Distance   | Vainqueur d'étape  | Leader du classement général |
| 1re étape | 10 août | Sarrebruck - Sarrebruck                | 183,7      | Robert Förster     | Robert Förster               |
| 2e étape  | 11 août | Bretten - Bretten                      | 42,2 (clm) | Team CSC           | Jens Voigt                   |
| 3e étape  | 12 août | Pforzheim - Offenbourg                 | 181,8      | Erik Zabel         | Jens Voigt                   |
| 4e étape  | 13 août | Singen - Sonthofen                     | 183,8      | Damiano Cunego     | Jens Voigt                   |
| 5e étape  | 14 août | Sonthofen - Sölden/Vallée d'Oetz (AUT) | 157,6      | David López García | Jens Voigt                   |
| 6e étape  | 15 août | Längenfeld (AUT) - Kufstein (AUT)      | 175        | Gerald Ciolek      | Jens Voigt                   |
| 7e étape  | 16 août | Kufstein (AUT) - Ratisbonne            | 192,2      | Gerald Ciolek      | Jens Voigt                   |
| 8e étape  | 17 août | Fürth - Fürth                          | 33,1 (clm) | Jens Voigt         | Jens Voigt                   |
| 9e étape  | 18 août | Einbeck - Hanovre                      | 143,1      | Gerald Ciolek      | Jens Voigt                   |

## Classements finals
| \| \| Cycliste \| Pays \| Équipe \| \| Temps \| \| --- \| ------------------------ \| ---------- \| ----------------- \| -- \| ---------------- \| \| 1 \| Jens Voigt \| Allemagne \| Team CSC \| en \| 30 h 57 min 21 s \| \| 2 \| Levi Leipheimer \| États-Unis \| Discovery Channel \| + \| 1 min 57 s \| \| 3 \| David López García \| Espagne \| Caisse d'Épargne \| \| 2 min 10 s \| \| DSQ \| Leonardo Bertagnolli[1]. \| Italie \| Liquigas \| \| 3 min 05 s \| \| 5 \| Robert Gesink \| Pays-Bas \| Rabobank \| \| 3 min 15 s \| \| 6 \| Chris Anker Sørensen \| Danemark \| Team CSC \| \| 4 min 06 s \| \| 7 \| Maxime Monfort \| Belgique \| Cofidis \| \| 5 min 22 s \| \| 8 \| Laurens ten Dam \| Pays-Bas \| Unibet.com \| \| 5 min 26 s \| \| 9 \| Gustav Larsson \| Suède \| Unibet.com \| \| 6 min 08 s \| \| 10 \| Davide Rebellin \| Italie \| Gerolsteiner \| \| 6 min 16 s \| |                       |            |                   |    |                  |
| | Cycliste              | Pays       | Équipe            |    | Temps            |
| 1 | Jens Voigt            | Allemagne  | Team CSC          | en | 30 h 57 min 21 s |
| 2 | Levi Leipheimer       | États-Unis | Discovery Channel | +  | 1 min 57 s       |
| 3 | David López García    | Espagne    | Caisse d'Épargne  |    | 2 min 10 s       |
| DSQ | Leonardo Bertagnolli. | Italie     | Liquigas          |    | 3 min 05 s       |
| 5 | Robert Gesink         | Pays-Bas   | Rabobank          |    | 3 min 15 s       |
| 6 | Chris Anker Sørensen  | Danemark   | Team CSC          |    | 4 min 06 s       |
| 7 | Maxime Monfort        | Belgique   | Cofidis           |    | 5 min 22 s       |
| 8 | Laurens ten Dam       | Pays-Bas   | Unibet.com        |    | 5 min 26 s       |
| 9 | Gustav Larsson        | Suède      | Unibet.com        |    | 6 min 08 s       |
| 10 | Davide Rebellin       | Italie     | Gerolsteiner      |    | 6 min 16 s       |

| Pos | Coureur           | Pays      | Équipe          | Pts |
| --- | ----------------- | --------- | --------------- | --- |
|     | Erik Zabel        | Allemagne | Team Milram     | 98  |
| 2   | Gerald Ciolek     | Allemagne | T-Mobile        | 88  |
| 3   | Danilo Napolitano | Italie    | Lampre-Fondital | 62  |

| Pos | Coureur            | Pays      | Équipe           | Pts |
| --- | ------------------ | --------- | ---------------- | --- |
|     | Niki Terpstra      | Pays-Bas  | Team Milram      | 23  |
| 2   | David López García | Espagne   | Caisse d'Épargne | 15  |
| 3   | Jens Voigt         | Allemagne | Team CSC         | 12  |

| Pos | Coureur              | Pays     | Équipe   | Temps            |
| --- | -------------------- | -------- | -------- | ---------------- |
|     | Robert Gesink        | Pays-Bas | Rabobank | 31 h 00 min 36 s |
| 2   | Chris Anker Sørensen | Danemark | Team CSC | + 51 s           |
| 3   | Maxime Monfort       | Belgique | Cofidis  | 2 min 07 s       |

| Pos | Pays              | Équipe     | Temps            |
| --- | ----------------- | ---------- | ---------------- |
|     | Team CSC          | Danemark   | 93 h 02 min 25 s |
| 2   | Discovery Channel | États-Unis | + 6 min 23 s     |
| 3   | Caisse d'Épargne  | Espagne    | m.t.             |

## Résultats des étapes

### 1reétape
|     | Cycliste           | Pays      |    | Temps           |
| --- | ------------------ | --------- | -- | --------------- |
| 1.  | Robert Förster     | Allemagne | en | 4 h 24 min 16 s |
| 2.  | Danilo Napolitano  | Italie    | +  | m.t.            |
| 3.  | Erik Zabel         | Allemagne |    | m.t.            |
| 4.  | José Joaquín Rojas | Espagne   |    | m.t.            |
| 5.  | Steffen Radochla   | Allemagne |    | m.t.            |
| 6.  | Kenny van Hummel   | Pays-Bas  |    | m.t.            |
| 7.  | Werner Riebenbauer | Allemagne |    | m.t.            |
| 8.  | Aitor Galdós       | Espagne   |    | m.t.            |
| 9.  | Aurélien Clerc     | Suisse    |    | m.t.            |
| 10. | Lloyd Mondory      | France    |    | m.t.            |

|     | Cycliste           | Pays      |    | Temps           |
| --- | ------------------ | --------- | -- | --------------- |
| 1.  | Robert Förster     | Allemagne | en | 4 h 24 min 06 s |
| 2.  | Maarten den Bakker | Pays-Bas  | +  | 2 s             |
| 3.  | Danilo Napolitano  | Italie    |    | 4 s             |
| 4.  | Matej Mugerli      | Slovénie  |    | 5 s             |
| 5.  | Erik Zabel         | Allemagne |    | 6 s             |
| 6.  | Philip Ludescher   | Allemagne |    | 7 s             |
| 7.  | André Greipel      | Allemagne |    | 9 s             |
| 8.  | Jens Voigt         | Allemagne |    | 9 s             |
| 9.  | José Joaquín Rojas | Espagne   |    | 10 s            |
| 10. | Steffen Radochla   | Allemagne |    | 10 s            |

### 2eétape
|     | Cycliste          | Pays       |    | Temps       |
| --- | ----------------- | ---------- | -- | ----------- |
| 1.  | Team CSC          | Danemark   | en | 51 min 40 s |
| 2.  | Discovery Channel | États-Unis | +  | 26 s        |
| 3.  | Gerolsteiner      | Allemagne  |    | 55 s        |
| 4.  | Caisse d'Épargne  | Espagne    |    | 57 s        |
| 5.  | T-Mobile          | Allemagne  |    | 1 min 00 s  |
| 6.  | Rabobank          | Pays-Bas   |    | 1 min 03 s  |
| 7.  | Liquigas          | Allemagne  |    | 1 min 20 s  |
| 8.  | Cofidis           | France     |    | 1 min 23 s  |
| 9.  | Team Milram       | Italie     |    | 1 min 32 s  |
| 10. | AG2R Prévoyance   | France     |    | 1 min 33 s  |

|     | Cycliste             | Pays       |    | Temps           |
| --- | -------------------- | ---------- | -- | --------------- |
| 1.  | Jens Voigt           | Allemagne  | en | 5 h 15 min 55 s |
| 2.  | Fabian Cancellara    | Suisse     | +  | 1 s             |
| 3.  | Bobby Julich         | États-Unis |    | 1 s             |
| 4.  | Alexandr Kolobnev    | Russie     |    | 1 s             |
| 5.  | Andy Schleck         | Luxembourg |    | 1 s             |
| 6.  | Volodymyr Gustov     | Ukraine    |    | 1 s             |
| 7.  | Chris Anker Sørensen | Danemark   |    | 1 s             |
| 8.  | Jason McCartney      | États-Unis |    | 27 s            |
| 9.  | George Hincapie      | États-Unis |    | 27 s            |
| 10. | Levi Leipheimer      | États-Unis |    | 27 s            |

### 3eétape
|     | Cycliste           | Pays      |    | Temps           |
| --- | ------------------ | --------- | -- | --------------- |
| 1.  | Erik Zabel         | Allemagne | en | 4 h 49 min 25 s |
| 2.  | José Joaquín Rojas | Espagne   | +  | m.t.            |
| 3.  | Bradley McGee      | Australie |    | m.t.            |
| 4.  | Manuele Mori       | Italie    |    | m.t.            |
| 5.  | Patrick Calcagni   | Suisse    |    | m.t.            |
| 6.  | René Weissinger    | Autriche  |    | m.t.            |
| 7.  | Björn Leukemans    | Belgique  |    | m.t.            |
| 8.  | Gerald Ciolek      | Allemagne |    | m.t.            |
| 9.  | Rene Mandri        | Estonie   |    | m.t.            |
| 10. | Martin Elmiger     | Suisse    |    | m.t.            |

|     | Cycliste             | Pays       |    | Temps            |
| --- | -------------------- | ---------- | -- | ---------------- |
| 1.  | Jens Voigt           | Allemagne  | en | 10 h 05 min 20 s |
| 2.  | Bobby Julich         | États-Unis | +  | 1 s              |
| 3.  | Alexandr Kolobnev    | Russie     |    | 1 s              |
| 4.  | Andy Schleck         | Luxembourg |    | 1 s              |
| 5.  | Chris Anker Sørensen | Danemark   |    | 1 s              |
| 6.  | Volodymyr Gustov     | Ukraine    |    | 1 s              |
| 7.  | George Hincapie      | États-Unis |    | 27 s             |
| 8.  | Jurgen Van Goolen    | Belgique   |    | 27 s             |
| 9.  | Levi Leipheimer      | États-Unis |    | 27 s             |
| 10. | Tom Danielson        | États-Unis |    | 27 s             |

### 4eétape
|     | Cycliste           | Pays       |    | Temps           |
| --- | ------------------ | ---------- | -- | --------------- |
| 1.  | Damiano Cunego     | Italie     | en | 4 h 28 min 06 s |
| 2.  | Davide Rebellin    | Italie     | +  | m.t.            |
| 3.  | David López García | Espagne    |    | m.t.            |
| 4.  | José Joaquín Rojas | Espagne    |    | 5 s             |
| 5.  | Patrick Calcagni   | Suisse     |    | m.t.            |
| 6.  | Peter Velits       | Slovaquie  |    | m.t.            |
| 7.  | Andrea Tonti       | Italie     |    | m.t.            |
| 8.  | Florian Stalder    | Suisse     |    | m.t.            |
| 9.  | Manuele Mori       | Italie     |    | m.t.            |
| 10. | George Hincapie    | États-Unis |    | m.t.            |

|     | Cycliste             | Pays       |    | Temps            |
| --- | -------------------- | ---------- | -- | ---------------- |
| 1.  | Jens Voigt           | Allemagne  | en | 14 h 33 min 31 s |
| 2.  | Chris Anker Sørensen | Danemark   | +  | 1 s              |
| 3.  | George Hincapie      | États-Unis |    | 27 s             |
| 4.  | Levi Leipheimer      | États-Unis |    | 27 s             |
| 5.  | Tom Danielson        | États-Unis |    | 27 s             |
| 6.  | Davide Rebellin      | Italie     |    | 45 s             |
| 7.  | Bobby Julich         | États-Unis |    | 45 s             |
| 8.  | David López García   | Espagne    |    | 49 s             |
| 9.  | José Joaquín Rojas   | Espagne    |    | 52 s             |
| 10. | Matthias Russ        | Allemagne  |    | 55 s             |

### 5eétape
|     | Cycliste              | Pays       |    | Temps           |
| --- | --------------------- | ---------- | -- | --------------- |
| 1.  | David López García    | Espagne    | en | 4 h 21 min 07 s |
| 2.  | Jens Voigt            | Allemagne  | +  | 12 s            |
| 3.  | Robert Gesink         | Pays-Bas   |    | 20 s            |
| 4.  | Damiano Cunego        | Italie     |    | 33 s            |
| 5.  | Laurens ten Dam       | Pays-Bas   |    | 46 s            |
| DSQ | Leonardo Bertagnolli  | Italie     |    | 1 min 04 s      |
| 7.  | Levi Leipheimer       | États-Unis |    | 1 min 10 s      |
| 8.  | Christian Pfannberger | Autriche   |    | m.t.            |
| 9.  | Chris Anker Sørensen  | Danemark   |    | 1 min 29 s      |
| 10. | Josep Jufré           | Espagne    |    | 1 min 43 s      |

|     | Cycliste             | Pays       |    | Temps            |
| --- | -------------------- | ---------- | -- | ---------------- |
| 1.  | Jens Voigt           | Allemagne  | en | 18 h 54 min 44 s |
| 2.  | David López García   | Espagne    | +  | 33 s             |
| 3.  | Robert Gesink        | Pays-Bas   |    | 1 min 14 s       |
| 4.  | Chris Anker Sørensen | Danemark   |    | 1 min 24 s       |
| 5.  | Levi Leipheimer      | États-Unis |    | 1 min 31 s       |
| DSQ | Leonardo Bertagnolli | Italie     |    | 2 min 19 s       |
| 7.  | Laurens ten Dam      | Pays-Bas   |    | 2 min 34 s       |
| 8.  | Damiano Cunego       | Italie     |    | 2 min 48 s       |
| 9.  | Davide Rebellin      | Italie     |    | 3 min 27 s       |
| 10. | Maxime Monfort       | Belgique   |    | 3 min 45 s       |

### 6eétape
|     | Cycliste           | Pays      |    | Temps           |
| --- | ------------------ | --------- | -- | --------------- |
| 1.  | Gerald Ciolek      | Allemagne | en | 3 h 57 min 40 s |
| 2.  | Danilo Napolitano  | Italie    | +  | m.t.            |
| 3.  | José Joaquín Rojas | Espagne   |    | m.t.            |
| 4.  | Paolo Bettini      | Italie    |    | m.t.            |
| 5.  | Koldo Fernández    | Espagne   |    | m.t.            |
| 6.  | Aurélien Clerc     | Suisse    |    | m.t.            |
| 7.  | Mark Renshaw       | Australie |    | m.t.            |
| 8.  | Martin Elmiger     | Suisse    |    | m.t.            |
| 9.  | Erik Zabel         | Allemagne |    | m.t.            |
| 10. | Aitor Galdós       | Espagne   |    | m.t.            |

|     | Cycliste             | Pays       |    | Temps            |
| --- | -------------------- | ---------- | -- | ---------------- |
| 1.  | Jens Voigt           | Allemagne  | en | 22 h 52 min 24 s |
| 2.  | David López García   | Espagne    | +  | 33 s             |
| 3.  | Robert Gesink        | Pays-Bas   |    | 1 min 14 s       |
| 4.  | Chris Anker Sørensen | Danemark   |    | 1 min 24 s       |
| 5.  | Levi Leipheimer      | États-Unis |    | 1 min 31 s       |
| DSQ | Leonardo Bertagnolli | Italie     |    | 2 min 19 s       |
| 7.  | Laurens ten Dam      | Pays-Bas   |    | 2 min 34 s       |
| 8.  | Damiano Cunego       | Italie     |    | 2 min 48 s       |
| 9.  | Davide Rebellin      | Italie     |    | 3 min 27 s       |
| 10. | Maxime Monfort       | Belgique   |    | 3 min 45 s       |

### 7eétape
|     | Cycliste           | Pays      |    | Temps           |
| --- | ------------------ | --------- | -- | --------------- |
| 1.  | Gerald Ciolek      | Allemagne | en | 4 h 08 min 20 s |
| 2.  | Erik Zabel         | Allemagne | +  | m.t.            |
| 3.  | José Joaquín Rojas | Espagne   |    | m.t.            |
| 4.  | Aurélien Clerc     | Suisse    |    | m.t.            |
| 5.  | Danilo Napolitano  | Italie    |    | m.t.            |
| 6.  | René Weissinger    | Allemagne |    | m.t.            |
| 7.  | Mark Renshaw       | Australie |    | m.t.            |
| 8.  | Olaf Pollack       | Allemagne |    | m.t.            |
| 9.  | Sven Teutenberg    | Allemagne |    | m.t.            |
| 10. | Koldo Fernández    | Espagne   |    | m.t.            |

|     | Cycliste             | Pays       |    | Temps            |
| --- | -------------------- | ---------- | -- | ---------------- |
| 1.  | Jens Voigt           | Allemagne  | en | 27 h 00 min 44 s |
| 2.  | David López García   | Espagne    | +  | 33 s             |
| 3.  | Robert Gesink        | Pays-Bas   |    | 1 min 14 s       |
| 4.  | Chris Anker Sørensen | Danemark   |    | 1 min 24 s       |
| 5.  | Levi Leipheimer      | États-Unis |    | 1 min 31 s       |
| DSQ | Leonardo Bertagnolli | Italie     |    | 2 min 19 s       |
| 7.  | Laurens ten Dam      | Pays-Bas   |    | 2 min 34 s       |
| 8.  | Damiano Cunego       | Italie     |    | 2 min 48 s       |
| 9.  | Davide Rebellin      | Italie     |    | 3 min 27 s       |
| 10. | Maxime Monfort       | Belgique   |    | 3 min 45 s       |

### 8eétape
|     | Cycliste             | Pays       |    | Temps       |
| --- | -------------------- | ---------- | -- | ----------- |
| 1.  | Jens Voigt           | Allemagne  | en | 39 min 42 s |
| 2.  | László Bodrogi       | Hongrie    | +  | 15 s        |
| 3.  | Levi Leipheimer      | États-Unis |    | 26 s        |
| 4.  | Jason McCartney      | États-Unis |    | 39 s        |
| 5.  | Linus Gerdemann      | Allemagne  |    | 40 s        |
| 6.  | Marco Pinotti        | Italie     |    | 44 s        |
| DSQ | Leonardo Bertagnolli | Italie     |    | 46 s        |
| 8.  | Gustav Larsson       | Suède      |    | 47 s        |
| 9.  | Bobby Julich         | États-Unis |    | 50 s        |
| 10. | Joost Posthuma       | Pays-Bas   |    | 1 min 15 s  |

|     | Cycliste             | Pays       |    | Temps            |
| --- | -------------------- | ---------- | -- | ---------------- |
| 1.  | Jens Voigt           | Allemagne  | en | 27 h 40 min 26 s |
| 2.  | Levi Leipheimer      | États-Unis | +  | 1 min 57 s       |
| 3.  | David López García   | Espagne    |    | 2 min 10 s       |
| DSQ | Leonardo Bertagnolli | Italie     |    | 3 min 05 s       |
| 5.  | Robert Gesink        | Pays-Bas   |    | 3 min 15 s       |
| 6.  | Chris Anker Sørensen | Danemark   |    | 4 min 06 s       |
| 7.  | Maxime Monfort       | Belgique   |    | 5 min 22 s       |
| 8.  | Laurens ten Dam      | Pays-Bas   |    | 5 min 26 s       |
| 9.  | Gustav Larsson       | Suède      |    | 6 min 08 s       |
| 10. | Davide Rebellin      | Italie     |    | 6 min 16 s       |

### 9eétape
|     | Cycliste          | Pays      |    | Temps           |
| --- | ----------------- | --------- | -- | --------------- |
| 1.  | Gerald Ciolek     | Allemagne | en | 3 h 16 min 55 s |
| 2.  | Erik Zabel        | Allemagne | +  | m.t.            |
| 3.  | Mark Renshaw      | Australie |    | m.t.            |
| 4.  | Juan José Haedo   | Argentine |    | m.t.            |
| 5.  | Danilo Napolitano | Italie    |    | m.t.            |
| 6.  | Olaf Pollack      | Allemagne |    | m.t.            |
| 7.  | Robert Förster    | Allemagne |    | m.t.            |
| 8.  | Lloyd Mondory     | France    |    | m.t.            |
| 9.  | René Weissinger   | Allemagne |    | m.t.            |
| 10. | Carlos Da Cruz    | France    |    | m.t.            |

|     | Cycliste             | Pays       |    | Temps            |
| --- | -------------------- | ---------- | -- | ---------------- |
| 1.  | Jens Voigt           | Allemagne  | en | 30 h 57 min 21 s |
| 2.  | Levi Leipheimer      | États-Unis | +  | 1 min 57 s       |
| 3.  | David López García   | Espagne    |    | 2 min 10 s       |
| DSQ | Leonardo Bertagnolli | Italie     |    | 3 min 05 s       |
| 5.  | Robert Gesink        | Pays-Bas   |    | 3 min 15 s       |
| 6.  | Chris Anker Sørensen | Danemark   |    | 4 min 06 s       |
| 7.  | Maxime Monfort       | Belgique   |    | 5 min 22 s       |
| 8.  | Laurens ten Dam      | Pays-Bas   |    | 5 min 26 s       |
| 9.  | Gustav Larsson       | Suède      |    | 6 min 08 s       |
| 10. | Davide Rebellin      | Italie     |    | 6 min 16 s       |

## Évolution des classements
| Étape (Vainqueur)           | Classement général | Classement de la montagne | Classement par points | Classement des jeunes | Classement par équipes |
| --------------------------- | ------------------ | ------------------------- | --------------------- | --------------------- | ---------------------- |
| 1re étape Robert Förster    | Robert Förster     | Matej Mugerli             | Robert Förster        | Philip Ludescher      | Bouygues Telecom       |
| 2e étape Team CSC           | Jens Voigt         | Matej Mugerli             | Robert Förster        | Andy Schleck          | Team CSC               |
| 3e étape Erik Zabel         | Jens Voigt         | Niki Terpstra             | Erik Zabel            | Andy Schleck          | Team CSC               |
| 4e étape Damiano Cunego     | Jens Voigt         | Niki Terpstra             | José Joaquín Rojas    | Chris Anker Sørensen  | Team CSC               |
| 5e étape David López García | Jens Voigt         | Niki Terpstra             | José Joaquín Rojas    | Robert Gesink         | Team CSC               |
| 6e étape Gerald Ciolek      | Jens Voigt         | Niki Terpstra             | José Joaquín Rojas    | Robert Gesink         | Team CSC               |
| 7e étape Gerald Ciolek      | Jens Voigt         | Niki Terpstra             | Erik Zabel            | Robert Gesink         | Team CSC               |
| 8e étape Jens Voigt         | Jens Voigt         | Niki Terpstra             | Erik Zabel            | Robert Gesink         | Team CSC               |
| 9e étape Gerald Ciolek      | Jens Voigt         | Niki Terpstra             | Erik Zabel            | Robert Gesink         | Team CSC               |